# 亞盧托羅夫斯克區

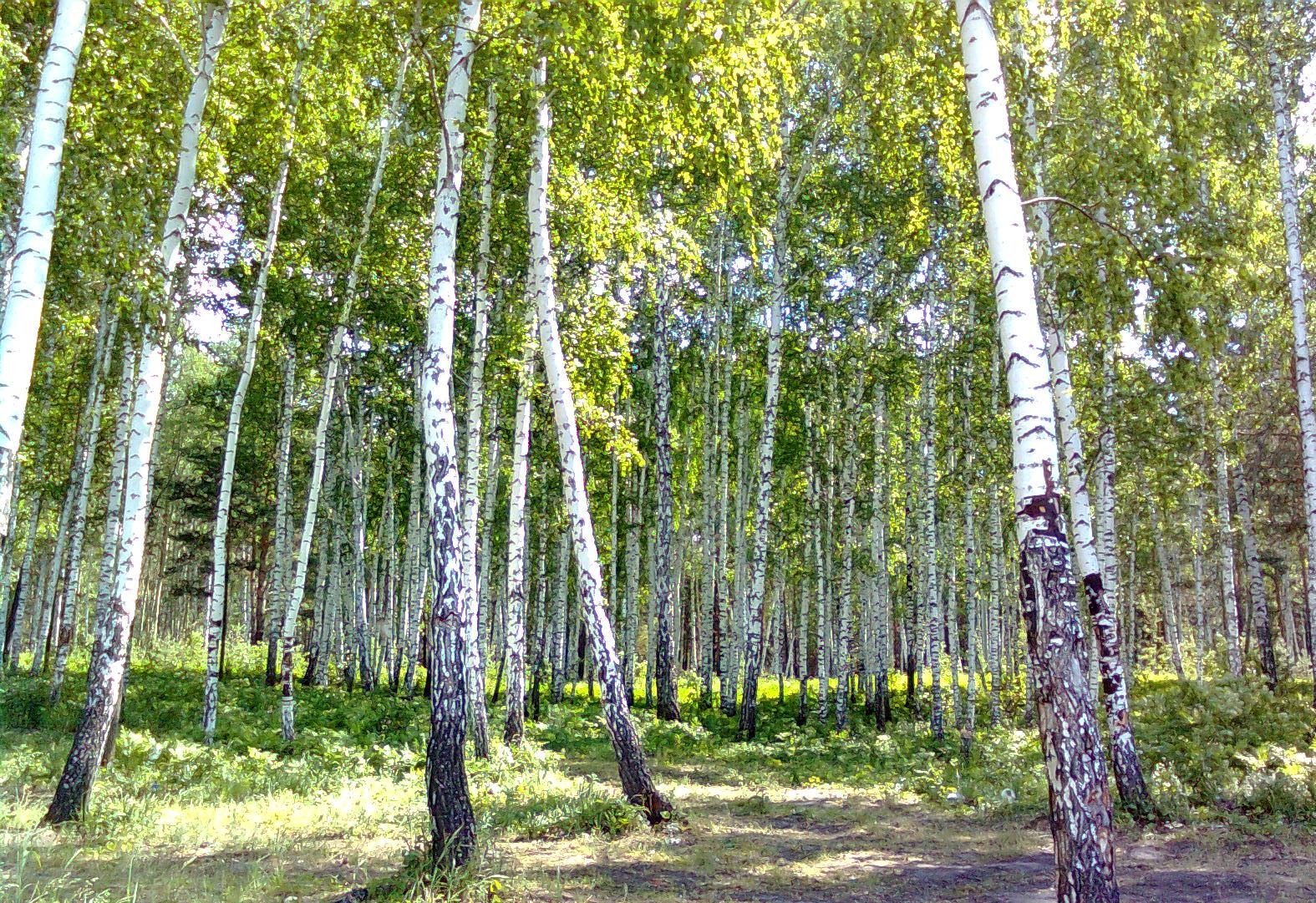

56°40′N 66°18′E / 56.667°N 66.300°E
亞盧托羅夫斯克區（俄语：Ялуторовский район），是俄羅斯的一個區，位於該國南部，由秋明州負責管轄，面積2,800平方公里，2010年該區人口14,461，人口密度每平方公里5.16人。